# Taeniostola melli
Taeniostola melli är en tvåvingeart som beskrevs av Erich Martin Hering 1942. Taeniostola melli ingår i släktet Taeniostola och familjen borrflugor. Inga underarter finns listade i Catalogue of Life.